# Сушіння
Суші́ння (англ. drying) — видалення рідини (вологи) з твердих, рідких і газоподібних матеріалів (продуктів, препаратів). Найчастіше рідиною, що видаляється є волога або леткі органічні розчинники.
Сушінням надають матеріалам певних властивостей, у багатьох випадках забезпечують їх тривале зберігання, виключають необхідність перевезення баласту. Часто сушіння є останнім етапом у процесі виробництва, що безпосередньо передує продажу або упакуванню продукції.
Сушіння супроводжується масо- і теплообміном між сушильним агентом (повітрям, топковими газами тощо) і вологою матеріалу. Сушіння — один з основних технологічних процесів, що знайшов застосування у хімічній, харчовій, деревообробній та ін. галузях промисловості, будівництві, сільському господарстві.

## Види взаємодії вологи і речовини
Зв'язок вологи з матеріалом може бути механічним, фізико-хімічним і хімічним.
Механічний зв'язок означає, що волога знаходиться у порах продукту і на його поверхні. Капілярно зв'язана волога заповнює макро- і мікрокапіляри. Вона механічно пов'язана з матеріалом і найлегше видаляється. Тиск пари над поверхнею матеріалу є тим меншим, чим міцнішим є зв'язок між водою і матеріалом. Найміцнішим цей зв'язок є у гігроскопічних речовин. Тиск пари над ними найбільше відрізняється від тиску насиченої пари.
Фізико-хімічний зв'язок вологи з матеріалом буває адсорбційним (волога утримується на внутрішній поверхні капілярів та пористості продуктів), осмотичним (вода пов'язана з матеріалом за рахунок сил осмотичного тиску) і структурним (вода утримується всередині клітин рослинного чи тваринного походження).
Під хімічно зв'язаною вологою мають на увазі воду, яка в результаті реакції гідратації увійшла до складу гідроокису і з'єднань типу кристалогідратів. Зв'язок порушується в результаті хімічного впливу. З точки зору сили зв'язку з матеріалом ця вода не завжди сильно відрізняється від адсорбованої: такі оксиди як HgO або Ag2O відповідних гідроксидів не утворюють (при взаємодії розчинів солей з лугами в осад випадають відразу оксиди), Cu(OH)2 відщеплює воду перетворюючись на CuO при кип'ятінні розчину з якого осаджений, а такий кристалогідрат як FeSO4·7H2O легко вивітрюється (втрачає кристалізаційну воду) на повітрі за звичайних умов.
Вологому матеріалу властиві всі форми зв'язку з водою, і дуже складно розмежувати періоди сушіння, що відповідають різним видам зв'язку молекул води з молекулами речовини. Тому експериментальним шляхом будують ізотерми сорбції при постійній температурі. Ізотерми сорбції дозволяють встановити зв'язок між вологістю матеріалу і відносною вологістю повітря, а також визначити рівноважну вологість при сушінні.

## Методи сушіння
У хімічній, гірничій, харчовій та інших галузях залежно від способу підведення теплової енергії використовують конвективні, контактні, терморадіаційні (інфрачервоним опроміненням), діелектричні (електричним струмом високої частоти), акустичні (ультразвуком) та сублімаційні методи сушіння.

### Конвективне сушіння
При конвективному сушінні тепло передається від джерела теплової енергії до поверхні матеріалу, що піддається сушінню за допомогою теплоносія. Як теплоносій використовують повітря, інертні гази, димові гази, перегріту пару.
Фізична сутність процесу зводиться до видалення вологи з матеріалу за рахунок різниці парціальних тисків над матеріалом pпм та в навколишньому середовищі pпс. Процес сушіння відбувається за умови pпм > pпс При вирівнюванні цих парціальних тисків настає рівновага і процес сушіння припиняється. Видалення вологи з поверхні тісно пов'язане з дифузією вологи всередині матеріалу до його поверхні. Ці два процеси повинні перебувати у строгій відповідності, в іншому випадку можливе пересихання, жолоблення поверхні матеріалу та погіршення його якості.
Таким чином, при конвективному сушінні волога переміщається до поверхні за рахунок градієнта вологості, градієнт температури дещо гальмує цей процес. За рахунок різниці температур на поверхні і всередині матеріалу відбувається рух вологи до середини, у напрямку зниження температури.
Рівноважна вологість, а значить і перебіг процесу конвективного сушіння залежать від властивостей матеріалу, що підлягає сушінню, характеру зв'язку з ним вологи і параметрів навколишнього середовища.

### Контактне сушіння
При контактному сушінні тепло матеріалу, що піддається сушінню передається через нагріту перегородку, що контактує з матеріалом.
При контактному сушінні термодифузія і дифузія за рахунок різниці концентрації вологи є однаково спрямованими, що сприяє деякій інтенсифікації процесу на першому періоді сушіння. У другому періоді різниця температур зменшується, тому дещо знижується інтенсивність сушіння.

### Терморадіаційне сушіння
Див. також Терморадіаційні сушарки
При сушінні інфрачервоними променями напрямки потоку вологи (градієнт вмісту вологи) і потоку тепла (градієнт температури) є протилежними, що дещо знижує швидкість сушіння у перший період. При поступовому прогріванні тіла волога переміщається всередину шару матеріалу, вміст вологи у віддалених від поверхні шарах зростає і виникає значний перепад вмісту вологи у тілі. До кінця періоду опромінення тіло прогрівається, перепад температур зменшується, волога рухається до поверхні і починає інтенсивно випаровуватись. Інтенсивність випаровування підвищується в десятки разів.

### Сушіння при нагріванні струмами високої частоти
При сушінні струмами високої частоти матеріал розташовується між двома електродами, до яких підводиться змінний струм високої частоти. Під дією електричного поля іони і електрони в матеріалі змінюють напрям руху синхронно із зміною знаку заряду електродів, дипольні молекули набувають обертового руху, а неполярні молекули поляризуються в результаті зміщення їхніх зарядів. Ці процеси приводять до появи електричних струмів та виділення тепла, яке прогріває матеріал і сприяє просуванню вологи до периферійних шарів та випаровування її з поверхні тіла.
При сушінні у полі струмів високої частоти матеріал зсередини має вищу температуру, ніж на поверхні, що інтенсифікує процес сушіння, так як градієнти дифузії і термодифузії спрямовані в один бік.
Застосування такого методу створює можливості кращого прогріву у всьому об'ємі тіла. Внутрішні шари прогріваються більше від периферійних, через поверхневе охолодження та випаровування вологи у навколишнє середовище. При сушінні у полі струмів високої частоти витрати енергії є відносно високими. Тому цей метод використовується лише для виробів, схильних до розтріскування, чутливих до перегрівання тощо.

### Акустичний метод сушіння
Акустичний метод сушіння продуктів ґрунтується на дії на зневоднюваний продукт інтенсивних ультразвукових хвиль. Даний процес сушіння носить циклічний характер, хвиля вибиває вологу, що знаходиться на поверхні продукту, потім волога, яка залишилася рівномірно розподіляється по капілярах і процес повторюється знову. Це відбувається до тих пір, поки продукт не досягне заданої вологості.
Акустичний спосіб дозволяє сушити широкий набір матеріалів: продукцію сільського господарства (зерно, овочі, фрукти та інші), деревину, бавовну, лікарські препарати і трави, папір, продукцію хімічної та інших галузей промисловості.
Принципова особливість способу — це те, що сушіння продуктів відбувається без підвищення їхньої температури. Реалізується так зване холодне сушіння. Ця обставина знімає негативні наслідки, пов'язані з термічним впливом на продукт. Саме тому це єдиний спосіб, що придатний для сушіння термочутливих матеріалів та речовин, що легко окислюються. Обробка продуктів акустичними коливаннями високої інтенсивності сприятливо позначається на фізико-хімічних і споживчих властивостях сухого продукту (наприклад, збільшує схожість насіння тощо).
Сушіння акустичним способом відрізняється від звичайних методів і за швидкістю вироблення сухих продуктів. Наприклад, при сушінні ферментів (які руйнуються при температурі 40 °C) в акустичному полі швидкість сушіння продуктів у порівнянні з вакуумним методом зростає у 3-4 рази.

### Сублімаційне сушіння
При температурах, нижчих за 0 °C вільна волога замерзає і її випаровування відбувається без плавлення (сушіння сублімацією). Видалення вологи в основному відбувається шляхом розвитку поверхні випаровування вглиб тіла. Перенос пари від поверхні випаровування через шар тіла відбувається шляхом дифузії, так як при цьому радіус капілярів є меншим за середню довжину вільного пробігу молекул. Абсорбційно зв'язана волога перебуває у переохолодженому стані, вона видаляється шляхом перетворення рідини в пару. У кінці процесу сушіння сублімація льоду закінчується і подальше сушіння відбувається при температурі вищій за 0 °C. Отже, сублімаційне сушіння включає в собі сублімацію льоду (сушіння шляхом випаровування льоду), випаровування переохолодженої рідини всередині тіла і випаровування зв'язаної рідини при температурі вищій за 0 °C до кінця процесу сушіння.
Зазвичай під сублімацією мають на увазі випаровування твердого тіла без плавлення його. (сублімація льоду, що перебуває всередині матеріалу).
Сублімаційне сушіння знайшло застосування при видаленні вологи із заморожених продуктів, хіміко-фармацевтичних і біопрепаратів при температурах до -50 °C і низькому залишковому тиску (0,1 - 1,0 мм рт. ст.).

### Сушіння виморожуванням
Процес видалення води з матеріалів, зокрема харчових продуктів, у замороженому стані під вакуумом. Використовується
в біохімії та лабораторній практиці при роботі з високореактивними сполуками.

### Сушіння на інертних тілах
При сушінні розчинів, суспензій і паст застосовують нанесення матеріалу, що висушується, на псевдозріджений шар великих інертних часток, таких як скляні, керамічні, порцелянові й сталеві кульки діаметром 6 – 10 мм. У цьому випадку киплячий шар інертних часток добре прогрівається й при нанесенні на нього вологого матеріалу на поверхні часток утворюється плівка, що швидко висихає та стирається при русі часток й їх зіткненні. Готовий продукт у вигляді порошку або крупинок з розміром часток 50-100 мкм виноситься потоком теплоносія й уловлюється в пилоуловлюючій системі.
Завдяки спільному процесу контактного й конвективного сушіння помітно (майже на порядок) збільшується швидкість сушіння, підвищується питоме вологовидалення в одиниці об'єму сушильної камери, при цьому відсутній перегрів матеріалу й скорочується тривалість сушіння.
Для сушіння вологих матеріалів зі специфічними властивостями (що не допускають контакту з повітрям, вимагають особливого температурного режиму, термолабільних та ін.) використовують спеціальні методи сушіння й сушарки спеціальних конструкцій.

## Класифікації способів сушіння за іншими ознаками
Існує багато варіантів класифікації способів сушіння в залежності від процесу, що використовується. Безпосередній вибір методу і режиму сушіння залежить від фізичного стану сировини, її хімічного складу, потрібних властивостей кінцевого продукту та економічних показників.

### За способом впливу сушильного агента
- Природне сушіння — сушіння на відкритому повітрі в умовах природного освітлення, без впливу людини на фактори, що інтенсифікують процес (температури продукту і сушильного агента — повітря, вологість тощо). Використовується для сушіння плодів, ягід, грибів в регіонах з підхожими кліматичними умовами.
- Штучне сушіння здійснюється у спеціальних апаратах (сушильних установках або камерах), з примусовою зміною факторів, що впливають на інтенсивність процесу (температура, тиск, вологість, геометричні розміри об'єкта сушіння тощо).

У свою чергу методи штучного сушіння класифікуються за тиском у робочій камері:
- Атмосферне сушіння — сушильним агентом є, зазвичай, атмосферне повітря з відхиленнями тиску у сушильній камері, що не перевищує 49 МПа.
- Вакуумне сушіння — сушіння відбувається у вакуумі.
- Сушіння під надлишковим тиском.

Таким чином, при сушінні різних матеріалів слід обирати метод сушіння і конструкцію сушильного апарату згідно з технічними умовами на процес.

## Класифікація сушильних апаратів

### В залежності від напряму руху матеріалу сушіння і сушильного агента
- Прямотечійні — напрями руху матеріалу сушіння і сушильного агента збігаються;
- Протитечійні — напрями руху матеріалу сушіння і сушильного агента є протилежними;
- Перехресні — напрями руху матеріалу сушіння і сушильного агента перетинаються;
- Пасивні — наприклад такі як ексикатор.

### За видом сушильного агента
Бувають апарати що використовують:
- нагріте повітря;
- димові або інертні гази;
- суміш повітря з димовими газами;
- перегріту або насичену пару;
- рідкий теплоносій;
- електричний струм.

### За способом нагрівання сушильного агента
- Устаткування з паровими калориферами;
- Устаткування з вогневими калориферами;
- Устаткування з топками на рідкому паливі;
- Устаткування з топками на газовому паливі.

### За кратністю використання сушильного агента
- З однократним використанням нагрітого повітря;
- З багатократним використанням нагрітого повітря.

### За видом об'єкта сушіння
- Для твердих матеріалів (крупних, дрібних, пилоподібних);
- Для рідких матеріалів;
- Для пастоподібних продуктів.

### За режимом роботи
- Періодичної дії;
- Безперервної дії.

### За гідродинамічним режимом
Розрізняють сушарки з нерухомим, завішеним та шаром матеріалу, що перемішується.

### За конструкцією
За конструктивним виконанням сушильні апарати бувають: камерні, шнекові, пневматичні трубні, тарілчасті, роторні, барабанні, стрічкові, шахтові, вихрові, киплячого шару, аерофонтанні, вальцьові, вібраційні, розпилювальні тощо.